# Unión F.B.C.
Unión F.B.C. fue un equipo de fútbol perteneciente al distrito de Cercado de Lima, del Departamento de Lima, del Perú. Se afilia a la Liga Peruana de Fútbol, en la División Intermedia. Luego, participa en la Primera División de Primera División de 1928.

## Historia
El Unión F.B.C., fue un club del fútbol peruano, fundado en 1911. También se le denominó como 'Unión F.C. ó 	Unión Futbol Club. En sus inicios practicó el fútbol con equipos limeños contemporáneos de la época. Luego se afilia a la División Intermedia (equivalente a la segunda categoría) en 1922. Desde entonces militó por varios años. 
Todo cambia en la temporada 1927. Unión F.B.C. logra estar en el cuarto lugar de la segunda serie de la Intermedia. Por ese mérito, logra ser promovido a la Primera División de 1928. El club integra el grupo 2. Se enfrenta a otros equipos importantes del momento como: Sport Progreso, Federación Universitaria, Circolo Sportivo Italiano, Ciclista Lima, Unión Buenos Aires, entre otros. Sin embargo, el club pierde la categoría y retorna a la División Intermedia de 1929.
Posteriormente en 1931 , Unión F.B.C. termina entre los últimos de la Intermedia y se juega la Promoción Intermedia (entre los 8 mejores de la segunda división (3.ª categoría) contra los 8 peores de la Intermedia(2.ª categoría)). La promoción se agrupó en dos zonas. Unión F.B.C. pasa a formar parte de la Zona Norte. Se enfrentó al Sport Boys Association y Porteño F.B.C., los líderes de la liga. Al final de la promoción, el pierde la categoría y desciende a la segunda división (Lima y Callao).
Se mantiene por pocos años, ya que nuevamente el club desciendó en 1936, a la Tercera División Provincial Liga de Lima. Unión F.B.C., se mantuvo en la categoría hasta 1939. Al siguiente año, no se presenta y desaparece del ámbito futbolístico peruano.

## Datos del club
- Temporadas en Primera División: 1 (1928).
- Temporadas en División Intermedia: 8  (1922 al 1927, 1929 al 1931).
- Temporadas en Segunda División Lima y Callao: 5  (1932 al 1936).
- Temporadas en Tercera División Liga Provincial de Lima: 3  (1937 al 1939).
- Mejores Resultados:
- Peores Derrotas:
  - Unión F.B.C. 0:3 Sport Boys Association (20 de setiembre de 1931)

## Enlaces
- Campeonato Peruano de Fútbol de 1928.
- Liga Regional de Lima y Callao.
- Torneo de 1931, Anécdotas.
- Resumén del torneo 1931.
- http://www.rsssf.com/tablesp/peruhist.html